# Edifici Flatiron
L'edifici Flatiron, també conegut com a Fuller, és un gratacel a la ciutat de Nova York, en una parcel·la triangular al número 175 de la Cinquena Avinguda de Manhattan, fent cantonada amb el carrer 22 de Manhattan i amb Broadway. El nom oficial prové del fundador de l'empresa que el va construir, George A. Fuller, que va morir el 1900. Quan l'edifici va acabar-se, l'any 1902, era un dels més alts de Nova York i un dels dos més alts que hi havia a la ciutat al nord del carrer 14. El nom Flatiron, prové de l'anglès flatiron per la semblança amb les antigus planxes de roba.
L'edifici, que s'ha considerat «un dels gratacels més icònics del món, un símbol quintaessencial de la ciutat de Nova York», uneix l'extrem meridional de Madison Square i el septentrional del districte històric de Ladies' Mile. De fet, el veïnat de la zona es coneix com a Flatiron District, atès que l'edifici és una icona de la ciutat. L'edifici es va incloure en la llista d'elements d'interès de Nova York l'any 1966, i el 1979 va entrar al catàleg nacional d'indrets històrics. Deu anys després va rebre el distintiu d'element històric (landmark) nacional.

## Arquitectura

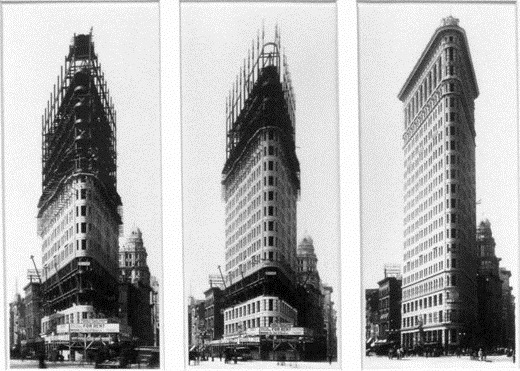
El Flatiron durant la seua construcció.

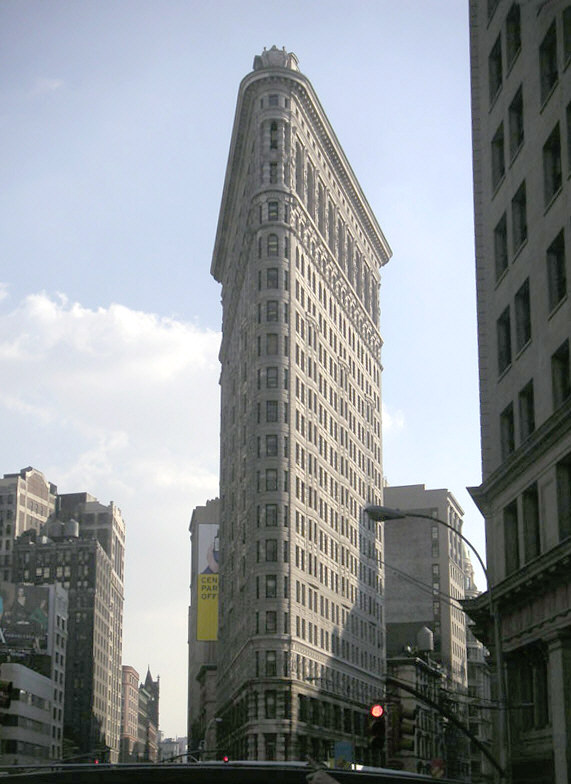
Edifici Flatiron avui dia.

L'edifici, d'estil Beaux Arts, va ser dissenyat per l'arquitecte de l'escola de Chicago Daniel Burnham. Igual que una columna clàssica grega, la façana, de calcària i terracota, està dividida horitzontalment en tres parts. L'ús de l'acer en la seua construcció va permetre que l'obra arribés als 87 m d'altura, cosa que hauria estat molt difícil fent servir les tècniques habituals de l'època.
El disseny inicial de Burnham era semblant al de l'edifici que es va alçar, però molt més elaborat a la part superior i amb les façanes dotades de nombrosos graons a prop del pinacle. També s'hi distingeix l'esfera d'un rellotge, que, d'igual manera, va ser eliminada del disseny final.
La construcció de l'edifici va fer-se a un ritme molt ràpid. L'acer va ser pretallat tan meticulosament que l'estructura pujava al ritme d'una planta per setmana. El febrer de 1902 l'estructura ja estava completa, i a mitjan maig la meitat de la façana estava revestida amb rajoles de terracota. L'edifici es va completar el juny de 1902, després d'un any de construcció.
A l'extrem arrodonit, la torre triangular només té 2 metres d'ample; des d'una vista superior, les façanes que s'ajunten en aqueix vèrtex abasten tan sols un angle de 25 graus. L'edifici Flatiron, amb els seus 22 pisos i 87 metres, és considerat erròniament el gratacel de Manhattan més antic encara dret, si bé la veritat és que l'edifici Park Row (1899) és anterior i més alt.
El Flatiron de Nova York no va ser la primera construcció amb planta en forma de tascó: tant l'edifici Gooderham de Toronto (1892) com el Flatiron d'Atlanta (1897) són anteriors, encara que cap dels dos és tan alt com el seu homòleg novaiorquès.

### Resposta inicial
L'Edifici Flatiron va esdevenir una icona de Nova York. La resposta del públic va ser entusiasta, però les crítiques de l'època no van ser gaire positives; els elogis que va recollir sovint eren únicament per l'astúcia de la seva enginyeria. Montgomery Schuyler, editor de Architectural Record, va dir que tenia una «raresa completament sense dissimular […] si no hagués estat fins i tot agreujada pel tractament de la punta, que sembla un agreujant capritxós de la inherent raresa de la situació» Schuyler va alabar la façana de l'edifici i els detalls de terracota, però va qüestionar la practicitat del seu gran nombre de finestres: «[L'inquilí] pot, potser, trobar espai a la paret per col·locar un escriptori de tapa enrotllable sense que se superposi amb les finestres, amb llum a prop per davant i per darrere i a cada costat, però suposem que necessita una llibreria. Sens dubte té un lloc molt apropiat per veure processons, però, i per a la transacció dels negocis?»

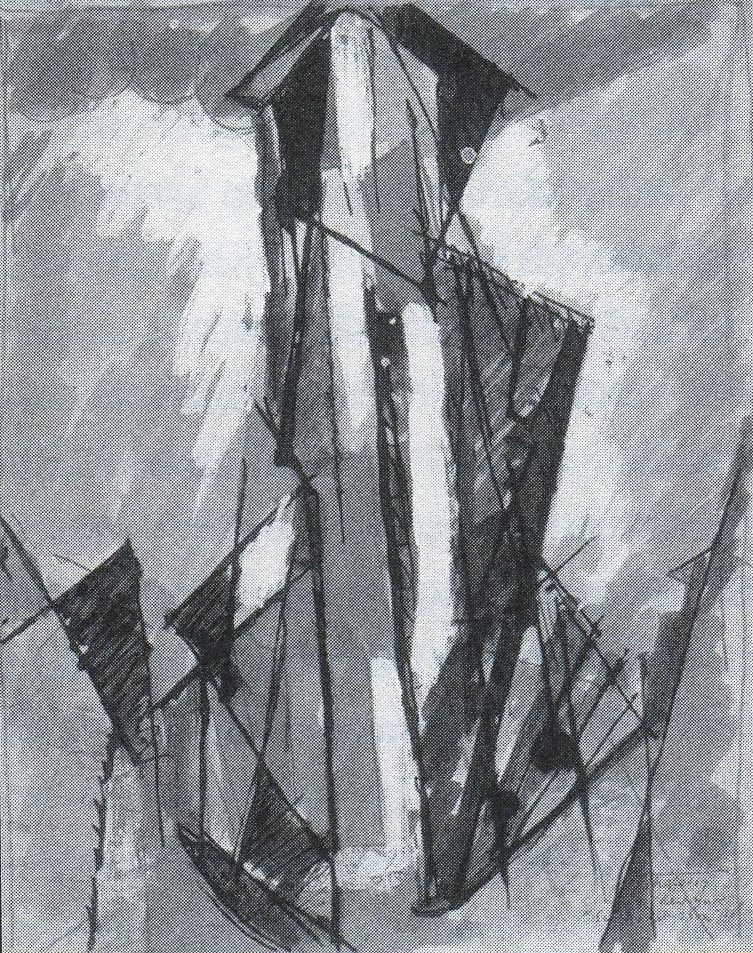
Sur le Flatiron, Albert Gleizes, goua i tinta (1916).

Quan es va construir, va generar reaccions trobades. La crítica més comuna —que ho descrivia com la «bogeria de Burnham» (anglès: Burnham's Folly)) se centrava en l'estructura, sobre la base que la combinació de la forma triangular i l'altura faria que l'edifici s'esfondrès. Els crítics també escrivien que l'edifici creava un perillós túnel de vent a la intersecció dels dos carrers, que podria arribar a enrunar-lo. El 1902 es va culpar a la forma de l'edifici de la mort d'un missatger amb bicicleta, que va ser llançat a la calçada pel vent i aixafat per un automòbil. Tot i això, en realitat l'edifici havia sigut dissenyat per suportar quatre vegades les càrregues típiques del vent.
El New York Tribune va descriure el nou edifici com «un tros de pastís garrepa» i com «l'esvalotador inanimat més gros de Nova York», mentre que la Societat Municipal d'Art considerava que era «inadequat per estar al centre de la ciutat». The New York Times va parlar d'una «monstruositat». No obstant això, alguns ho veien d'una manera diferent. El futurista H. G. Wells va escriure al seu llibre de 1906 The Future in America: A Search After Realities: «Em vaig trobar bocabadat, admirant un gratacel, la proa de l'Edifici Flatiron en concret, solcant el trànsit de Broadway i la Cinquena Avinguda a la llum de la tarda».
L'Edifici Flatiron atrauria l'atenció de nombrosos artistes. Va ser objecte d'una de les fotografies bromoses d'Edward Steichen, preses en una humida tarda d'hivern de 1904, així com d'una memorable imatge d'Alfred Stieglitz presa l'any abans, a qui Steichen pretenia retre homenatge. Stieglitz va reflexionar sobre el dinàmic simbolisme de l'edifici, observant després de veure'l durant una nevada que «semblava moure's cap a mi com la proa d'un enorme vaixell de vapor: una imatge d'una nova a Amèrica encara en procés de fabricació». També va afirmar que era per a Nova York el que el Partenó era per a Atenes. Quan es va publicar la fotografia de Stieglitz a Camera Work, el seu amic Sadakichi Hartmann, un escriptor, pintor i fotògraf, la va acompanyar amb un assaig sobre l'edifici on va escriure: «Una curiosa creació, sens dubte, però ¿pot ser considerada bella? La bellesa és una idea molt abstracta […] Per què no ha d'arribar el moment en què la majoria, sense dubtar-ho, pronunciaran el Flatiron com una cosa de bellesa?»

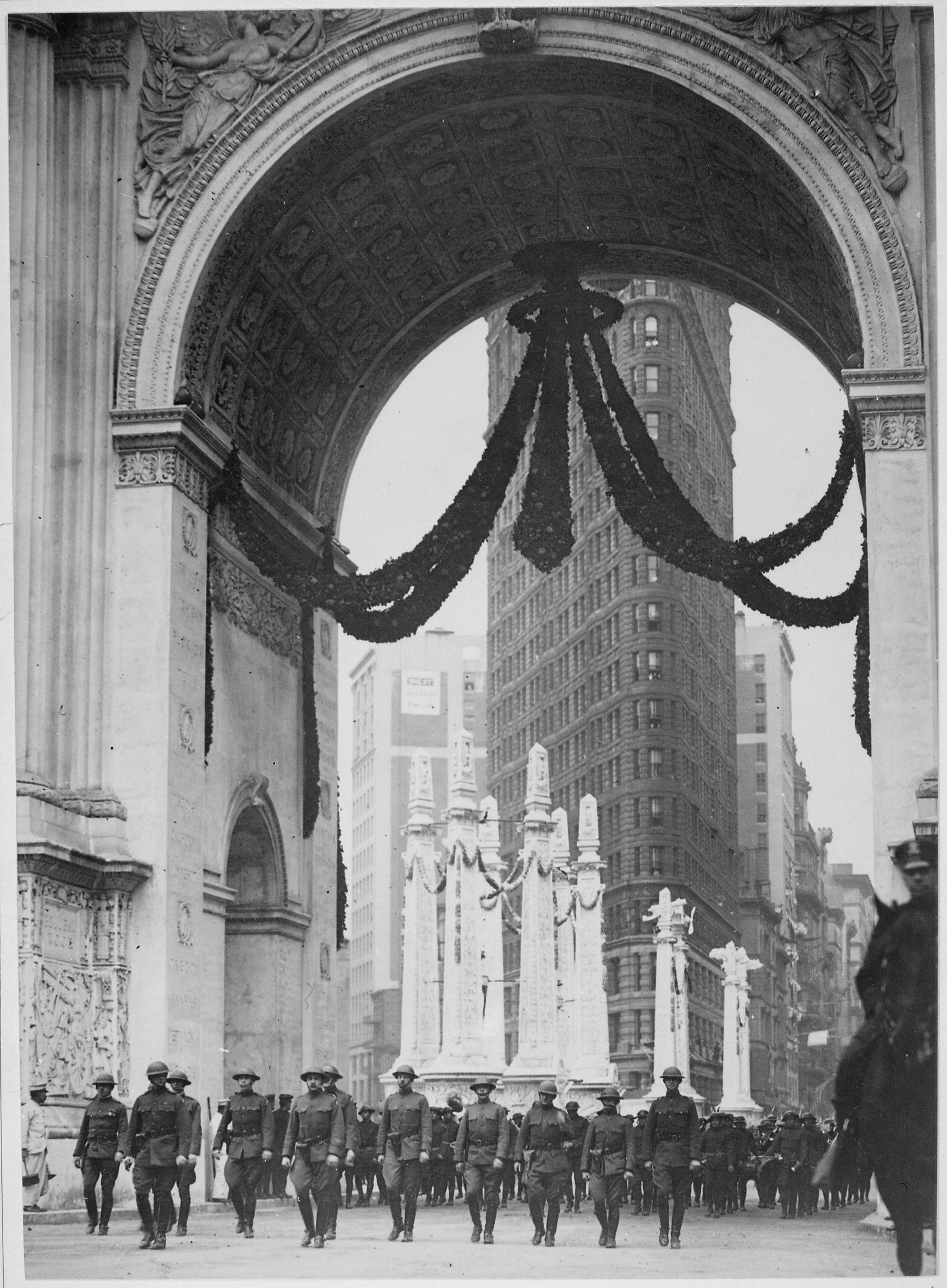
Després del final de la Primera Guerra Mundial, el 165è Regiment d'Infanteria passa sota l'Arc de la Victòria a Madison Square, amb l'Edifici Flatiron al fons (1919).

A més de Stieglitz i Steichen, el Flatiron ha estat representat en obres de fotògrafs com Alvin Langdon Coburn i Jessie Tarbox Beals, pintors de l'Escola Ashcan d'Ashcan com John Sloan, Everett Shinn o Ernest Lawson, així com Paul Cornoyer i Childe Hassam, el litògraf Joseph Pennell, l'il·lustrador John Edward Jackson i el pintor cubista francès Albert Gleizes. No obstant, fins i tot dècades després de la construcció, alguns no podien acceptar l'edifici. L'escultor William Ordway Partridge va comentar el 1939 que era «una desgràcia per a la nostra ciutat, una ofensa per al nostre sentit d'allò artístic, i una amenaça per a la vida».

## Ocupació

### Ocupants originals
La Fuller Company va instal·lar originalment la seu a la planta 19a de l'edifici. El 1910, Harry Black va traslladar l'empresa al Trinity Building de Francis Kimball al 111 de Broadway, on tenia les seves oficines l'empresa matriu, U.S. Realty. U.S. Realty va traslladar les oficines de tornada al Flatiron el 1916, i ho va deixar definitivament l'any 1929 per traslladar-se al Fuller Building, situat al carrer 57.
Entre els altres ocupants originals de l'Edifici Flatiron hi havia editors (com el pioner de la publicació de revistes Frank Munsey, American Architect and Building News i una revista de moda), una empresa d'assegurances (l'Equitable Life Assurance Society), petites empreses (com una empresa de patents de medicaments, la Western Specialty Manufacturing Company, i Whitehead & Hoag, pioners del cel·luloide), productors musicals (que ja no cabien en la Tin Pan Alley del carrer 28), un arquitecte i paisatgista, el consolat de l'Imperi Rus, la Bohemian Guides Society, la Roebling Construction Company, propietat dels fills del líder de Tammany Hall, Richard Croker, i el «sindicat del crim», Murder, Inc.
L'espai comercial a lapartavaques de la proa de l'edifici va ser llogat per United Cigar Stores, i el gran soterrani de l'edifici, que s'estenia més de 6 metres sota els carrers que l'envolten,  va ser ocupat pel Flatiron Restaurant, que tenia capacitat per a mil cinc-cents clients i estava obert des de l'esmorzar fins al sopar tardà per a aquells que assistien a una actuació en un dels nombrosos teatres de Broadway entre els carrers 14 i 23. L'any 1911, l'edifici va introduir un restaurant-club al soterrani, que va ser un dels primers de la seva classe que va permetre que actués una banda negra de jazz, introduint així el ragtime als novaiorquesos acomodats.
Fins i tot abans que comencés la construcció de l'Edifici Flatiron, la zona que envolta Madison Square havia començat a deteriorar-se d'alguna manera. Després que U. S. Realty construís el New York Hippodrome, el Madison Square Garden va deixar de ser la sala d'esdeveniments principal de la ciutat, i va sobreviure en gran manera acollint combats de boxa. La base del Flatiron es convertiria en un lloc de trobada per a homes homosexuals, inclosos alguns prostituts. No obstant això, l'any 1911 el Flatiron Restaurant va ser comprat per Louis Bustanoby, del conegut Cafè des Beaux-Arts, i el va transformar en un elegant restaurant francès amb quatre-cents seients, anomenat "Taverne Louis". Com a innovació per atraure els clients d'un altre restaurant fundat pels seus germans, Bustanoby va contractar un grup musical negre, Louis Mitchell i la seva banda, el Southern Symphony Quintet, perquè toquessin cançons ballables a la Taverne i al Cafè. Irving Berlin va escoltar el grup a la Taverne i els va suggerir que intentessin aconseguir treball a Londres, cosa que van fer. Un altre fet que demostrava l'obertura de la Taverne era que donava la benvinguda a la clientela homosexual, aleshorees una mica insòlit per a un restaurant d'aquesta classe. Tanmateix, la Taverne va haver de tancar degut als efectes de la llei seca en el sector dels restaurants.

### Vendes i nous ocupants
L'octubre de 1925, Harry S. Black, havia menester d'efectiu per a la U.S. Realty Company i va vendre l'edifici a una associació fundada per Lewis Rosenbaum, que era propietari de mants altres edificis importants areu del país. El preu va ser de 2 milions de dòlars, el mateix que li va costar a Black comprar la parcel·la i construir el Flatiron. L'edifici va anar a parar a mans del prestador, l'Equitable Life Assurance Company, després que no va reeixir vendre'l en subhasta. Per atraure llogaters, Equitable hi va fer algunes modernitzacions, inclosa la substitució dels ascensors originals tipus gàbia de ferro colat, amb cabines revestides en cautxú, que van ser fabricats per Hecla Iron Works, però el sistema de propulsió hidràulica no va ser substituït. A mitjan dècada de 1940, l'edifici era completament llogat.
Quan els Estats Units van entrar a la Primera Guerra Mundial, el Govern federal va llançar la campanya Wake Up America! («Desperta, Estats Units!»), i l'estanc d'United Cigar en l'apartavacas de l'edifici va cedir el seu espai a l'Armada dels Estats Units per a fer-ne un centre de reclutament militar. A l'exterior també es van vendre Liberty Bonds a la vorera. A mitjan dècada de 1940, l'estanc havia sigut substituït per una farmàcia de Walgreens. Durant la dècada de 1940, a l'edifici estava predominaven empreses de roba i joguines.

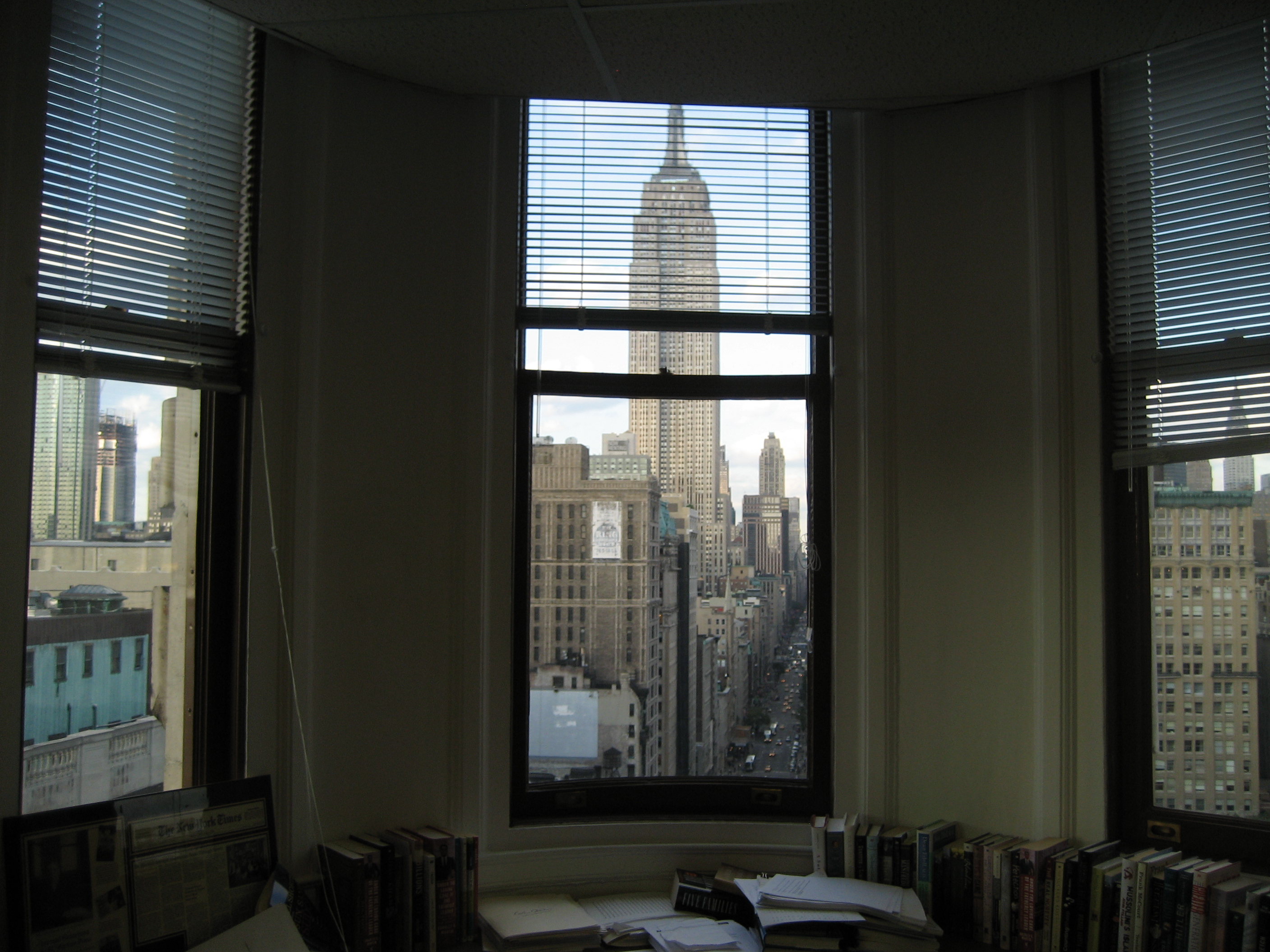
Vista des de l'interior d'un despatx a la «punta» de l'edifici.

El 1946 Equitable va vendre l'edifici als Flatiron Associates, un grup d'inversors dirigit per Harry Helmsley, l'empresa del qual, Dwight-Helmsley (que posteriorment passaria a anomenar-se Helmsley-Spear) gestionava la propietat. Els nous propietaris van fer alguns canvis superficials, com afegir un fals sostre al vestíbul i substituir les portes originals amb panells de caoba per portes giratòries.
L'any 1959, St. Martin's Press es va traslladar a l'edifici i gradualment la seva empresa matriu, Macmillan, va llogar altres oficines a mesura que quedaven disponibles, fins que el 2004 les vint-i-una plantes d'oficines de l'Edifici Flatiron estaven llogades per Macmillan. Durant aquest temps, Macmillan va renovar algunes plantes de l'edifici. Macmillan, que és propietat del Grup Editorial Holtzbrinck de Stuttgart (Alemanya), va escriure sobre l'edifici: «L'interior del Flatiron és conegut pels seus despatxos amb forma estranya, amb parets que es tallen formant un angle a la famosa "punta" del gratacel. Aquests despatxos a la "punta" són els més cobejats i tenen unes increïbles vistes cap al nord, que miren directament cap a una altra famosa icona de Manhattan, l'Empire State Building.»
Com que l'estructura de propietat de Helmsley/Flatiron Associates era una copropietat, en la qual tots els socis havien d'estar d'acord sobre qualsevol acció, en oposició a una societat de negocis, era difícil aconseguir permís perquè es fessin les reparacions i millores necessàries, i l'edifici va declinar durant aquesta època. La façana de l'Edifici Flatiron va ser restaurada el 1991 pel estudi Hurley & Farinella. Helmsley-Spear va deixar de gestionar l'edifici el 1997, quan alguns inversors van vendre el 52% de l'edifici a Newmark Knight-Frank, una gran empresa immobiliària, que també es va fer càrrec de la gestió. Poc després, la vídua de Helmsley, Leona Helmsley, també va vendre llur participació. Newmark va fer importants millores a l'immoble, inclosa la instal·lació de nous ascensors elèctrics, que van substituir als antiquats ascensors hidràulics, que eren els últims de Nova York.

### Segle XXI

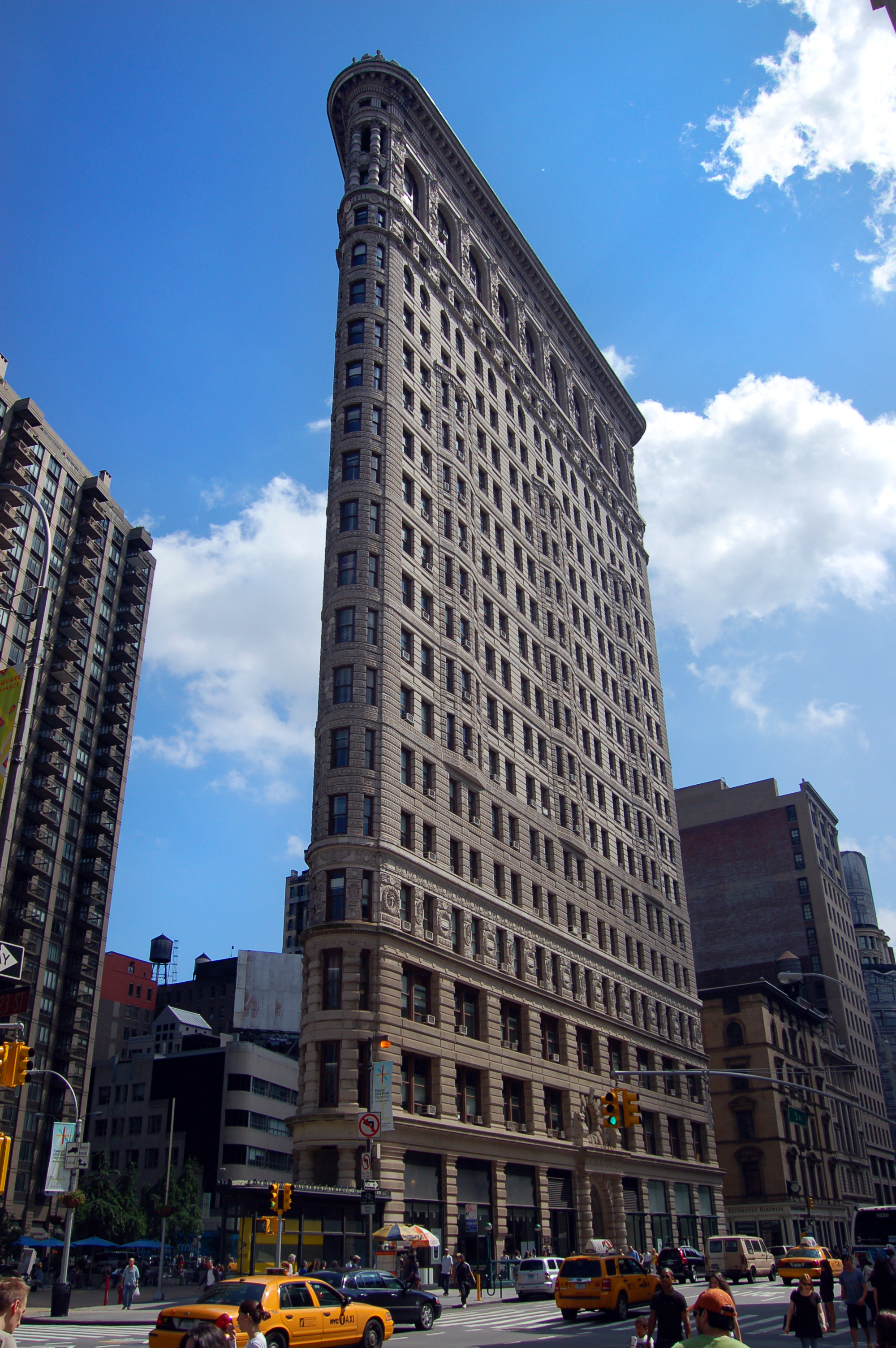
Vista lateral.

Durant una restauració de l'Edifici Flatiron el 2005, la façana de l'edifici va ser coberta amb una pancarta publicitària vertical de quinze plantes d'alçada, que va suscitar protestes de molts novaiorquesos, fet que va fer que intervingués el Departament d'Edificis de la Ciutat de Nova York i obligués als propietaris de l'edifici a retirar-la.
El gener de 2009, l'empresa d'inversió immobiliària italiana Sorgente Group, amb seu a Roma, va comprar una participació majoritària a l'Edifici Flatiron i va planejar transformar-lo en un hotel de luxe. L'Historic and Trophy Buildings Fund de l'empresa posseeix diversos edificis prestigiosos a França i Itàlia, i havia estat implicada en la compra i revenda d'una participació a l'Edifici Chrysler. El valor de l'Edifici Flatiron, que ja havia estat requalificat per l'ajuntament per permetre que es transformés en un hotel, es va estimar en 190 milions de dòlars.
Al juliol de 2017, Macmillan va anunciar que consolidaria les seves oficines a Nova York al Equitable Building al 120 de Broadway. El juny de 2019, Macmillan ja havia deixat l'edifici, i les seves vint-i-una plantes d'oficines estaven buides. Després de la marxa de Macmillan, els propietaris de l'Edifici Flatiron, l'empresa familiar GFP Real Estate, va planejar aprofitar l'absència d'inquilins per millorar l'interior de l'edifici. GFP va planejar instal·lar un sistema central d'aire condicionat i calefacció, eliminar totes les particions interiors —deixant plantes obertes triangulars—, construir una segona escala, instal·lar un nou sistema de ruixadors automàtics, actualitzar els ascensors i renovar el vestíbul. El cost seria d'entre 60 i 80 milions de dòlars i s'estimava que les obres durarien un any. Els propietaris estaven interessats a llogar tot l'edifici a un únic llogater, i van contractar una agència immobiliària de perfil alt per trobar un llogater adequat. El director executiu de l'empresa propietària va declarar: «L'edifici va néixer com una propietat comercial, i volem mantenir-lo com a tal». A data de novembre de 2020, l'edifici continuava buit, i s'espera que la renovació no es completi almenys fins al 2022.

## Influència

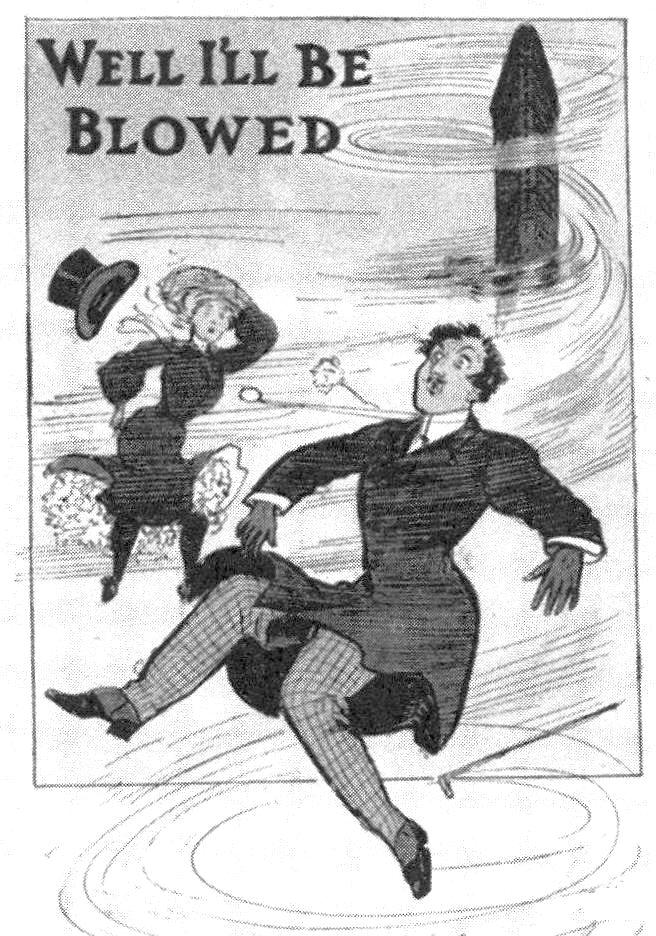
Una postal de 1905 amb l'Edifici Flatiron al fons.

Com que és una icona de Nova York, l'exterior de l'Edifici Flatiron és un lloc molt popular per a fotografies turístiques, cosa que ho fa «possiblement un dels edificis més fotografiats del món».

### A la cultura popular

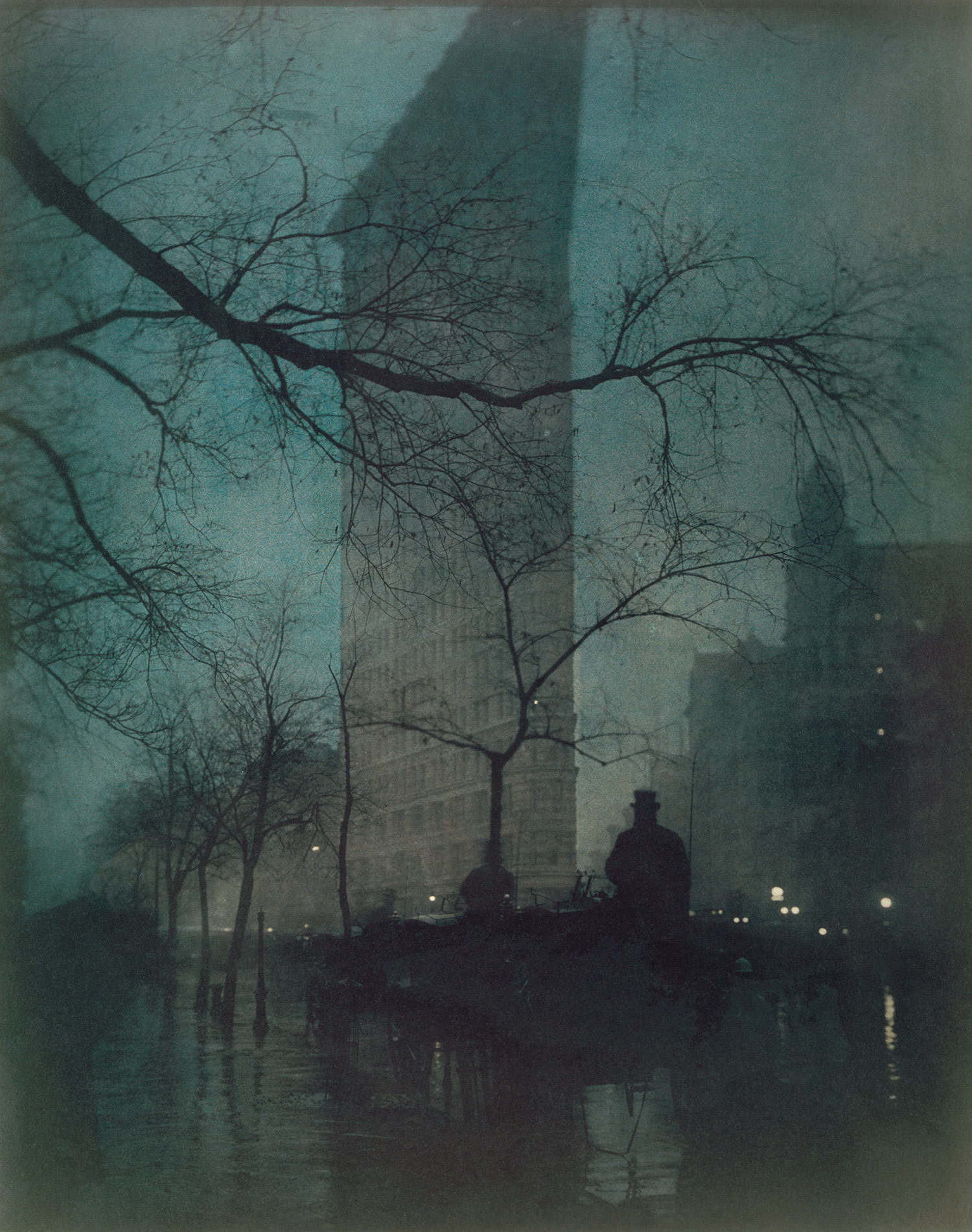
Fotografia d'Edward Steichen (1904).

A la pel·lícula còmica de 1958 Bell, Book and Candle, James Stewart i Kim Novak apareixen al cim de l'Edifici Flatiron a una escena romàntica. A la pel·lícula de 1980 de Warren Beatty Reds, la base de l'edifici es va fer servir per gravar una escena amb Diane Keaton.
Actualment, l'Edifici Flatiron s'usa sovint en anuncis de televisió i documentals com a símbol fàcilment reconeixible de la ciutat. Apareix, per exemple, a la seqüència d'obertura del Late Show with David Letterman o a les imatges de Nova York que es fan servir durant els canvis d'escena a les sitcoms de televisió Friends, Spin City i Veronica's Closet. El 1987, l'edifici va ser usat com a escenari d'un assassinat per a la sèrie de televisió Murder, She Wrote', en l'episodi No Accounting for Murder. En la pel·lícula de 1998 Godzilla, l'Edifici Flatiron és destruït accidentalment per l'Exèrcit dels Estats Units mentre persegueixen a Godzilla . A la trilogia de Spider-Man i a la sèrie d'animació [[[The Spectacular Spider-Man]], és la seu del Daily Bugle, el diari per al qual Peter Parker treballa com a fotògraf. En la sèrie de televisió Les Tortugues Ninja, alberga la seu de Channel 6 News, on treballa April O'Neil. L'Edifici Flatiron també és la seu de l'empresa fictícia Control de Danys als còmics de l'Univers Marvel, i de l'equip de control de superherois de l'CIA The Boys en la sèrie de còmics homònima.
El 2013, el Museu Whitney d'Art Nord-americà va instal·lar una rèplica a mida real en tres dimensions del quadre de Edward Hopper Nighthawks (1942) al Flatiron Art Space situat a l'apartavaques de la proa de l'Edifici Flatiron. Encara que Hopper va dir que la seva obra era inspirada en un diner deGreenwich Village, l'apartavacas és similar a la façana del bar del quadre, i per aquest motiu va ser elegit per a recrear-ho.
L'any 2014, la sèrie Lego Architecture va començar a fabricar una maqueta de l'Edifici Flatiron, que va incorporar a la seva sèrie estrella. El posterior conjunt de Nova York, introduït el 2015, també incloïa l'edifici.